# Udea murinalis
Udea murinalis là một loài bướm đêm trong họ Crambidae.